# Redeemer of Souls
Redeemer of Souls é o décimo sétimo álbum de estúdio da banda britânica de heavy metal Judas Priest, lançado em 2014.
O disco foi lançado  com grande êxito nas tabelas musicais de todo o mundo, com destaque para o sexto lugar obtido na Billboard 200, tornando-se o primeiro trabalho do grupo a entrar no top 10 da parada americana. O álbum marca o retorno da banda  ao metal tradicional após os experimentalismos de Nostradamus (2008), sendo bastante elogiado pela crítica profissional.

## Lista de faixas[2]
Todas as faixas escritas e compostas por Glenn Tipton, Rob Halford e Richie Faulkner. 
| N.º            | Título                 | Duração |  |
| 1.             | "Dragonaut"            | 4:26    |  |
| 2.             | "Redeemer of Souls"    | 3:58    |  |
| 3.             | "Halls of Valhalla"    | 6:04    |  |
| 4.             | "Sword of Damocles"    | 4:54    |  |
| 5.             | "March of the Damned"  | 3:55    |  |
| 6.             | "Down in Flames"       | 3:56    |  |
| 7.             | "Hell & Back"          | 4:46    |  |
| 8.             | "Cold Blooded"         | 5:25    |  |
| 9.             | "Metalizer"            | 4:37    |  |
| 10.            | "Crossfire"            | 3:51    |  |
| 11.            | "Secrets of the Dead"  | 5:41    |  |
| 12.            | "Battle Cry"           | 5:18    |  |
| 13.            | "Beginning of the End" | 5:07    |  |
| Duração total: | Duração total:         | 61:58   |  |

| Faixas bônus da edição de luxo |                  |         |  |
| N.º                            | Título           | Duração |  |
| 1.                             | "Snakebite"      | 3:14    |  |
| 2.                             | "Tears of Blood" | 4:19    |  |
| 3.                             | "Creatures"      | 4:25    |  |
| 4.                             | "Bring It On"    | 3:18    |  |
| 5.                             | "Never Forget"   | 6:25    |  |
| Duração total:                 | Duração total:   | 83:39   |  |

## Créditos
Judas Priest
- Rob Halford – vocais
- Glenn Tipton – guitarra, sintetizador
- Richie Faulkner – guitarra
- Ian Hill – baixo
- Scott Travis – bateria

Produção
- Produção e mixagem: Mike Exeter e Glenn Tipton
- Masterização: Dick Beetham
- Arte de capa: Mark Wilkinson
- Efeitos especiais: David Farmer

## Desempenho nas paradas

### Paradas semanais
| Parada musical (2014)                 | Melhor posição |
| ------------------------------------- | -------------- |
| Austrália (ARIA)                      | 31             |
| Áustria (Ö3 Austria Top 40)           | 6              |
| Bélgica (Ultratop Flandres)           | 25             |
| Bélgica (Ultratop Valônia)            | 30             |
| Canadá (Billboard)                    | 5              |
| Dinamarca (Hitlisten)                 | 9              |
| Países Baixos (Dutch Charts)          | 26             |
| Finlândia (Suomen virallinen lista)   | 1              |
| França (SNEP)                         | 22             |
| Alemanha (Offizielle Deutsche Charts) | 3              |
| Hungria (MAHASZ)                      | 13             |
| Irlanda (IRMA)                        | 32             |
| Itália (FIMI)                         | 29             |
| Nova Zelândia (RMNZ)                  | 31             |
| Noruega (VG-lista)                    | 3              |
| Polónia (ZPAV)                        | 8              |
| Escócia (Official Scottish Albums)    | 12             |
| Suécia (Sverigetopplistan)            | 5              |
| Suíça (Schweizer Hitparade)           | 6              |
| Reino Unido (UK Albums Chart)         | 12             |
| UK Rock & Metal Albums (OCC)          | 1              |
| Estados Unidos (Billboard 200)        | 6              |
| Estados Unidos (Top Hard Rock Albums) | 1              |
| Estados Unidos (Top Rock Albums)      | 1              |